# جامعة هونغ كونغ للعلوم والتكنولوجيا
جامعة هونغ كونغ للعلوم والتكنولوجيا (بالإنجليزية: The Hong Kong University of Science and Technology)‏، هي جامعة دولية عامة تقع في الأقاليم الجديدة، الصين.

## الروابط الخارجية
1. ↑   https://orcid.org/members/001G000001iVrs1IAC-hong-kong-university-of-science-and-technology. {{استشهاد ويب}}: |url= بحاجة لعنوان (مساعدة) والوسيط |title= غير موجود أو فارغ (من ويكي بيانات) (مساعدة)
2. ↑   https://web.archive.org/web/20231020113811/https://orcid.org/members. اطلع عليه بتاريخ 2023-10-20. {{استشهاد ويب}}: |url= بحاجة لعنوان (مساعدة) والوسيط |title= غير موجود أو فارغ (من ويكي بيانات) (مساعدة)
3. ↑  "معلومات عن جامعة هونغ كونغ للعلوم والتكنولوجيا على موقع webb-site.com". webb-site.com. مؤرشف من الأصل في 2015-04-21.
4. ↑  "معلومات عن جامعة هونغ كونغ للعلوم والتكنولوجيا على موقع shanghairanking.com". shanghairanking.com. مؤرشف من الأصل في 2019-02-28.
5. ↑  "معلومات عن جامعة هونغ كونغ للعلوم والتكنولوجيا على موقع data.crossref.org". data.crossref.org. مؤرشف من الأصل في 2019-12-16.

- الموقع الرسمي
- Master of Science in Global Finance نسخة محفوظة 18 فبراير 2009 على موقع واي باك مشين. – partnership between and HKUST
- Information Technology Service Centre (ITSC)
- HKUST Path Advisor